# Alice Hollister
Alice Hollister (née le 28 septembre 1885 à Worcester (Massachusetts), morte le 24 février 1973 à Costa Mesa en Californie) est une actrice américaine du cinéma muet, qui apparaît dans 85 films entre 1911 et 1925.

## Biographie
Alice Hollister, née Rosalie Alice Amélie Berger, est la dernière enfant de Pierre Napoléon Berger et de Mary Alphonse Foisy, tous deux descendants de Canadiens français. En 1905 elle travaille en tant qu'artiste et habite chez son frère Henry à Manhattan. En novembre 1905, elle se marie avec George K. Hollister, futur directeur de la photographie, et commence à tourner comme actrice dans des courts-métrages pour la Kalem Company (qu'intègre également son époux) fondée par George Kleine, Samuel Long et Frank J. Marion (K-L-M), qui rejoindra Famous Players-Lasky puis sera absorbé par Vitagraph. En 1913 elle joue pour la première fois au cinéma le rôle d'une vamp dans The Vampire.
Son mari meurt en 1952, et elle meurt en février 1973 à Costa Mesa. Elle est incinérée et ses cendres sont déposées dans le Grand Mausolée du Forest Lawn Memorial Park de Glendale.

## Filmographie partielle
- 1911 : By a Woman's Wit

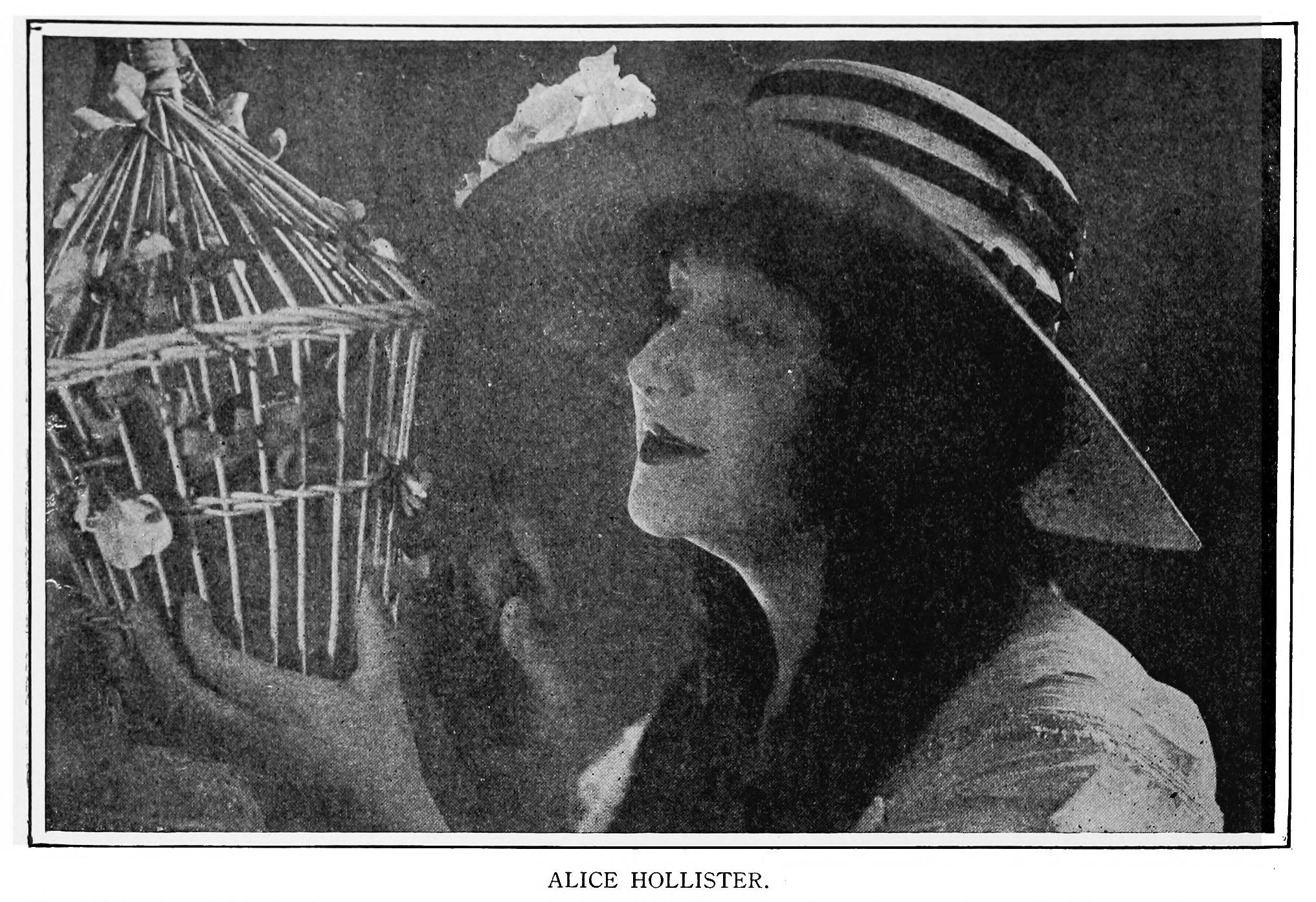
Alice Hollister en 1916

- 1911 : The Fishermaid of Ballydavid
- 1911 : The Kerry Gow
- 1911 : The Fiddle's Requiem
- 1912 : O'Neill de Sidney Olcott
- 1912 : The Vagabonds
- 1912 : La Colleen Bawn
- 1912 : From the Manger to the Cross
- 1912 : You Remember Ellen
- 1912 : Far from Erin's Isle
- 1912 : Ireland, the Oppressed
- 1912 : The Shaughraun
- 1912 : The Poacher's Pardon
- 1912 : American Tourists Abroad (documentaire)
- 1912 : Driving Home the Cows
- 1912 : A Prisoner of the Harem
- 1912 : Une tragédie du désert (Tragedy of the Desert)
- 1912 : An Arabian Tragedy
- 1913 : The Vampire
- 1914 : The Vampire's Trail
- 1914 : The Storm at Sea
- 1917 : Her Better Self
- 1918 : Loaded Dice
- 1920 : Le Chant du cygne (The Great Lover)
- 1921 : Une voix dans la nuit (A Voice in the Dark) de Frank Lloyd
- 1924 : Duel de femmes
- 1925 : Dansons!